# Bradysia sauteri
Bradysia sauteri är en tvåvingeart som beskrevs av Menzel 1991. Bradysia sauteri ingår i släktet Bradysia och familjen sorgmyggor.
Artens utbredningsområde är Taiwan. Inga underarter finns listade i Catalogue of Life.